# Papyrus 44
Papyrus 44 (volgens de nummering van Gregory-Aland), of {\displaystyle {\mathfrak {P}}}44, is een oude kopie van het Griekse Nieuwe Testament. Het is een handschrift op papyrus van Matteüs 17:1-3 en 6-7; 18:15-17; 18:19 en 25:8-10 en Johannes 10:8-14. Oorspronkelijk meende men dat ook enkele fragmenten met tekst van Johannes 9:3-4 en 12:16-18 tot dit handschrift behoorden (de betreffende fragmenten zijn soms vermeld als Papyrus 44B), maar tegenwoordig ziet men deze als een zelfstandig handschrift, dat daarom een eigen nummer toegekend heeft gekregen (Papyrus 128). Op grond van schrifttype wordt het manuscript gedateerd in de zesde of zevende eeuw. Het wordt bewaard in het Metropolitan Museum of Art (Inv. 14. 1. 527) in New York.

## Beschrijving
De Griekse tekst vertegenwoordigt de Alexandrijnse tekst. Kurt Aland plaatst het vanwege zijn ouderdom in categorie II van zijn Categorieën van manuscripten van het Nieuwe Testament.